# Klintholm Havn
Klintholm Havn is een plaats op het eiland Møn in de Deense regio Seeland, gemeente Vordingborg. De plaats telt 201 inwoners (2012).
De naam is afkomstig van het nabijgelegen landgoed Klintholm Gods en het Deense woord voor haven (havn). Carl Sophus Scavenius, eigenaar van het landgoed, liet in 1878 op deze plek een haven met onder andere een pakhuis aanleggen zodat de producten van het landgoed eenvoudiger verkocht konden worden.
In 1925 ging de haven over in gemeentelijke handen. Klintholm Havn ontwikkelde zich sindsdien steeds meer tot een vissersplaatsje. Op 5 mei 1945 kwam in Klintholm Havn een schip aan met 370 ex-gevangenen uit concentratiekamp Stutthof; 19 opvarenden zijn na de aankomst alsnog door de ontberingen overleden. Op 5 mei 1995 is voor deze gebeurtenis een gedenksteen onthuld. Na de Tweede Wereldoorlog openden een nieuwe ijsfabriek en een veiling (1959). Vanaf de jaren 70 groeide het toerisme en werd de haven steeds meer gebruikt voor de pleziervaart. Omdat er voor de vissersboten steeds minder ruimte overbleef, werd er in 1990 een aparte jachthaven aangelegd.
De economie van Klintholm Havn draait om de beroepsvisserij en het toerisme. De vissershaven omvat onder andere pakhuizen, het veilinggebouw en oude vissersschuren, terwijl het toerisme wordt bediend met restaurants, winkels, vakantiewoningen en stranden. In de zomermaanden vertrekt vanuit de haven een zeilboot voor een toeristische vaartocht langs Møns Klint.
- Library of Congress Control Number: no2019007732
- Virtual International Authority File: 5452154801952456310006
- WorldCat: E39PBJcGm3VjFprKp6mBBwPJDq